# Utskrivna
Utskrivna är den Malmö-baserade rapgruppen Advance Patrols debutskiva från 2003.

## Spårlista
| Spår | Låt Titel                        | Producent/er  | Medverkande Gäst/er           | Tid   |
| ---- | -------------------------------- | ------------- | ----------------------------- | ----- |
| 1    | Utskrivna (Introduktion)         |               |                               | 01:58 |
| 2    | Vi E Dom                         | Masse         |                               | 03:42 |
| 3    | Desperados                       | Moe           |                               | 04:24 |
| 4    | Estupidos                        | Masse         |                               | 04:32 |
| 5    | Ordupp!                          | Masse         | Fernandito från Helt Fjuttade | 03:13 |
| 6    | Jag Vill Ha 6                    | Masse         |                               | 04:07 |
| 7    | Operation: Sverige               | Masse         | Ison & Fille                  | 03:44 |
| 8    | Åsiktsfrihet                     | Masse         |                               | 03:36 |
| 9    | Smunken                          | Sekken Thautz |                               | 03:53 |
| 10   | Jag får spel                     | Masse         |                               | 03:36 |
| 11   | Grov Bov Live! (från P3 Live)    |               |                               | 00:41 |
| 12   | Jag Finns Här Med Er Nu          | Masse         | P. Hollywood Castelo          | 01:09 |
| 13   | Min Musik                        | Masse         |                               | 04:04 |
| 14   | Rytmer Från Hemtrakten           | Masse         |                               | 03:52 |
| 15   | Papisnack                        | Janniz        | P. Hollywood Castelo          | 04:48 |
| 16   | Utblandad                        | Masse         | P. Hollywood Castelo          | 04:17 |
| 17   | Dialogen (98 Års Områdesversion) | Juan          |                               | 03:13 |